# Milena Hübschmannová
Milena Hübschmannová (Praga, Checoslovaquia; 1933-Kameeldrift, Provincia de Gauteng, Sudáfrica, 2005) fue una profesora checa de estudios del pueblo gitano, romaníes, en la Universidad Carolina de Praga, en la República Checa. Ha sido una de las principales expertas en cultura gitana, así como el idioma romani. Fundó los estudios romaníes en la Universidad y se opuso activamente a su asimilación a la cultura general. Escribió un diccionario romani-checo y checo-romani y recogió muchas de las historias de los romaníes, traduciéndolas para la posteridad y fundó el primer programa en todo el mundo para ofrecer un programa de grado a estudiantes universitarios en Estudios Romanies. 

## Biografía
En su niñez, sus padres estuvieron encarcelados por la Gestapo, durante Segunda Guerra Mundial. Hizo el secundario en el Gymnasium, escuela en inglés, graduándose en 1951 estudio lengua en la Universidad Carolina. Desde su niñez, estuvo interesada en la cultura de India y estudió en clases hindi durante sus años en el Instituto Oriental de la Academia checoslovaca de Ciencias de Checoslovaquia. Cuando ingresó en el Departamento de Filología universitario se centró en lenguas indoarias, estudiando bengali, hindi, y urdu. En 1953, cuando el gobierno comunista le envió a participar en una brigada de trabajo en Ostrava, región de la República de Moravia-Silesia se encontró por primera vez con comunidades romaníes. Se sorprendió de entender su lengua y reconoció las raíces índicas del romaní. Como no pudo viajar a la India, debido a las restricciones del régimen comunista, cambió su foco al estudio delidioma romaní. En ese momento hubo un fuerte impulso para forzar a los romaníes en áreas checas para integrarse en la cultura mayoritariamente con asimilación cultural forzando a muchas comunidades a huir de la región hacia Eslovaquia. No comprendían ni el idioma, ni la cultura, tradiciones u origen étnico del pueblo romaní. Hübschmannová trabajó con ellos aprendiendo tanto como pudo durante un año antes de regresar a Praga y graduarse en la Universidad Carolina en 1956.

## Carrera profesional
Aquel mismo año Hübschmannová empezó a trabajar en Radio pública de la República checa como editora dramática y literaria, lo que le permitió realizar excursiones y grabar el folclore, los cuentos de hadas y las canciones populares de las comunidades romaníes. Armada con una grabadora pesada y obsoleta, que guardaba en una bolsa colgada del hombro, Hübschmannová vagó por el campo y grabó una colección extremadamente grande de material, acumulando más de 500 cintas. Continuó su trabajo sobre la India, traduciendo a varios poetas importantes, entre ellos Mirza Ghalib, y en 1959, Hübschmannová realizó su primer viaje de investigación a la India. Durante este período, se casó con el director de radio, Josef Melč. A su regreso a Praga, tradujo poetas indios durante casi una década y dio a luz a su hija Tereza en 1963. En 1967 trabajó en el Instituto Oriental comenzando los trabajos preparatorios de un estudio del pueblo romaní, que fue posible gracias al aflojamiento durante la Primavera de Praga. A su regreso fundó la Unión de Gypsies-Roma y editó una revista de lengua romaní. A través de la Unión, ayudó para revivir la educación preescolar utilizando la lengua romaní como la lengua primaria hasta estudiantes obtuvieran la competencia en checo. En 1968, los acontecimientos habían cambiado y su trabajo se quedó parado lo que hizo que Hübschmannová trabajara en una guardería cerca la ciudad de Rakúsy en un asentamiento romani. En 1969 regresó a la India para estudiar. A su regreso a Checoslovaquia trabajó en la Academia checoslovaca de Ciencias en el Departamento de Filosofía y Sociología hasta que 1974 donde continúo su análisis reuniendo información trabajando con un equipo multidisciplinario para desarrollar no solo el estudio etnográfico y lingüístico del pueblo romaní para incluir los aspectos demográficos, perfiles históricos y sociológicos de la comunidad. Como lingüista, estuvo preocupada porque la lengua no se perdiera, aun cuando las comunidades fueron forzadas a hablar checo, húngaro, o eslovaco en sus interacciones diarias, aunque prevalecía el uso continuado de los dialectos del idioma romaní al hablar con otros romaníes. Los trabajos que fueron publicados por el grupo incluyeron la primera literatura en lengua romaní publicada en Checoslovaquía.
En 1973, otra represión del gobierno obligó a la Unión a disolverse y suspender la publicación de su revista; sin embargo, algunos de los escritores, inspirados para publicar su registro cultural romaní, continuaron publicando en otros lugares. Entre 1974 y 1975, Hübschmannová trabajó en la Facultad Pedagógica de la Universidad Carolina, pero su oposición a las políticas de asimilación del gobierno hacia los romaníes la llevó a su despido. No tuvo un empleo permanente entre 1976 y 1982, y trabajó según las necesidades para la Escuela de Idiomas de Praga, que enseñaba hindi y romaní. La escuela la contrató de forma permanente en 1982 y permaneció con ellos hasta 1991. En ese momento, las clases que Hübschmannová impartía en lengua romaní eran los únicos cursos formales que se ofrecían a los romaníes en su lengua materna. A los cursos también asistieron trabajadores sociales no romaníes para facilitar su comunicación con los romaníes en el curso de su trabajo. En 1989, con la Revolución de Terciopelo y la caída del comunismo, se permitió que la cultura romaní floreciera nuevamente y Hübschmannová fue tanto una defensora de la preservación del patrimonio romaní como una voz alentadora para las comunidades romaníes. En 1991 regresó a la Universidad Carolina y fundó el Programa de Estudios Romaníes como parte del Instituto Indológico. Era la primera vez que el campo había atraído la atención académica en Praga y el primer programa del mundo en ofrecer una licenciatura sobre los romaníes. Hübschmannová presidió el departamento hasta su muerte y también enseñó urdu entre 1991 y 1997. Volviendo al trabajo que había sido suspendido en 1968, Hübschmannová publicó el primer diccionario de bolsillo romaní-checo / checo-romaní, con Hana Šebková y Anna Žigová en 1991. El diccionario fue muy bien recibido por la crítica como trabajo estándar y fue elogiado por su integración de frases y términos estándar en varias comunidades romaníes, incluidos los dialectos checo, húngaro y eslovaco. Otras obras importantes de principios de la década de 1970 encontraron nuevas impresiones, como Šaj pes dovakeras: Můžeme se domluvit (Podemos comunicarnos) publicado por la Universidad Palacký, Olomouc en 1993 y 1995; Základy romštiny (Romani básico) y Romské pohádky (Cuentos de hadads romaníes), que se imprimieron localmente en 1973 y 1974, pero fueron reeditados por Fortuna en 1999. Hübschmannová fundó la revista Romano Džaniben (Estudios Romaní) en 1994, que se convirtió en una importante publicación internacional. de la beca romaní. Hübschmannová trabajó con Petr Uhl el comisionado interino de Derechos Humanos, para desarrollar un proceso para que miembros individuales de las comunidades romaníes busquen justicia. También trabajó con museos en Brno y Viena para crear archivos de materiales romaníes. En 1995, Hübschmannová completó su trabajo de doctorado y obtuvo el grado candidarus scientarum con su tesis de Romistické studie I (Estudios Romaníes 1). A partir de 1996, trabajó con un consorcio de lingüistas en el Centre des Études Tsiganes de la Universidad Paris Descartes y el Instituto Pedagógico del Estado en Bratislava para desarrollar planes de estudio y capacitar a los profesores para que pudieran enseñar la lengua romaní y los estudios culturales. 
Hübschmannová recibió dos premios culturales de la Iniciativa Cívica Roma en 1998 por sus esfuerzos en la promoción de programas de educación y preservación cultural para las comunidades romaníes. Continuando con sus esfuerzos editoriales, Hübschmannová fue autora, coautora o editora de más de 90 publicaciones, además de editar unos 400 artículos que se publicaron en Romano Džaniben , para el que se desempeñó como redactora jefe. En 1999, Hübschmannová publicó una obra importante titulada Un falso amanecer: mi vida como mujer gitana en Eslovaquia. El libro es la autobiografía de Ilona Lacková que cubre el período de 1920 a 1970, que le fue contada a Hübschmannová durante un período de ocho años en romaní. Luego tradujo la historia al checo y luego al francés y al inglés. El libro relata la historia de cómo las verdaderas identidades de los romaníes se escondían detrás de imágenes estereotipadas. Al mismo tiempo, debido a que se cuenta como un relato en primera persona, la narrativa restaura la humanidad del narrador. Al abordar los intentos del gobierno de "reeducar" a los romaníes y forzar su asimilación, el libro explora la guetoización que los romaníes experimentaron bajo el régimen socialista. El trabajo se convirtió en un texto importante, ya que cubría un terreno que los científicos no podían, al dar una visión interna de los problemas que enfrenta la comunidad romaní. Posteriormente se publicó en búlgaro, húngaro y español, ganando el Premio Internacional Humanitario Hidalgo en 2001 de España. Hübschmannová obtuvo su título de habilitación con una tesis de Romistické studie II (Estudios Romaníes 2) en 2000 y ese mismo año fue honrada con una placa en el Quinto Congreso Internacional de la Unión Romaní Internacional, celebrado en Praga. En 2002, el presidente checo Vaclav Havel le otorgó la Medalla al Mérito en tercer grado y al año siguiente recibió la Medalla al Mérito en primer grado por parte del Ministerio de Educación, Juventud y Entrenamiento Físico.

### Muerte y legado
Hübschmannová murió en un accidente automovilístico el 8 de septiembre de 2005 cerca de la ciudad de Kameeldrift, provincia de Gauteng, Sudáfrica. Al año siguiente de su muerte, la VII Conferencia Internacional de Lingüística Romaní se dedicó a su memoria. Su muerte inesperada fue ampliamente sentida por la comunidad romaní, que había perdido a un defensor y a alguien que había dedicado su carrera a preservar su herencia cultural. En 2007 se publicó un libro, titulado Milena Hübschmannová ve vzpomínkách (Milena Hübschmannová en Memorial), que ofrece detalles biográficos de la vida y la carrera de Hübschmannová. Romanis de todo el mundo contribuyeron a su creación, al igual que sus hermanos, amigos y colegas.